# Nozomi
Nozomi (のぞみ, nozomi) é uma nave espacial lançada e administrada pela Japan Aerospace Exploration Agency – JAXA, com a finalidade de estudar o planeta Marte, em particular a sua alta atmosfera.
Para o programa espacial japonês a sonda era inicialmente chamada de Planeta-B. Ela foi lançada em 3 de Julho de 1998 horário JPN ou em 4 de Julho de 1998 horário EST. Ela iria orbitar em torno de Marte a uma altitude média de 890 km.
Porém a sonda sofreu a ação das explosões solares que ocorreram em Abril de 1999 e que danificaram seus equipamentos elétricos e as comunicações e isso causou o desligamento prematuro dos seus motores, quando este executava uma correção de trajetória.
A Agência Espacial Japonesa tentou remotamente reparar os circuitos danificados, mas não teve sucesso. A missão foi considerada perdida em 9 de Dezembro de 2003. 
Este lançamento foi um tributo para a missão norte-americana Mars Pathfinder, já que seu lançamento ocorreu um ano após a chegada do veículo a Marte. Chamado inicialmente de Planet-B foi renomeado logo após o seu lançamento para Nozomi, palavra japonesa que significa Esperança.
Era esperado que os resultados das pesquisas do Nozomi fossem semelhantes aos resultados da nave especial norte-americana da NASA, Pioneer em sua missão para Vênus, que utilizou instrumentos similares na missão dos anos 60.

## Objetivos da missão Nozomi
O objetivo científico principal da Nozomi era o de estudar a camada superior da atmosfera de Marte, com ênfase na ação dos ventos solares.
Marte não tem um campo magnético intrínseco forte o suficiente, para resistir aos ventos solares contra a camada mais elevada da sua atmosfera, de forma que esta camada está sob a forte ação dos ventos solares.
Esta situação se assemelha a do planeta Vênus, onde se sabe que o nível da camada superior da sua atmosfera varia bastante em função da ação dos ventos solares.
O vento solar típico exerce uma pressão dinâmica que se equilibra com a pressão termal da ionosfera marciana em uma altitude de 150–200 km
Mas quando a ionosfera foi observada pelas duas sondas aterrizadoras Viking, elas indicaram que este equilíbrio se processava em uma faixa de altitude mais alta. 
Isto sugere que o conhecimento da camada superior da atmosfera de Marte ainda não está suficientemente claro, quando se faz uma analogia com a camada superior da atmosfera de Vênus. 
A sonda soviética Phobos 2 achou um grande fluxo de íons escapando da ionosfera de Marte. O nível seria muito grande de tal forma que ele passou a ser o principal elemento a influenciar a evolução da atmosfera de Marte.
Todas as observações sugerem que a camada superior de Marte deve ser ainda muito estudada. Nozomi seria a primeira nave espacial totalmente dedicada ao estudo da camada superior da atmosfera.
A órbita da sonda Nozomi em torno de Marte é muito elíptica, com periastro de 150 km e apoastro de tamanho equivalente a 15 diâmetros de Marte. O baixo periastro permite estudar de mais perto a ionosfera e o seu apoastro relativamente grande permite a sonda estudar o lado escuro de Marte para ver se sejam detectados a saída de íons da atmosfera.
As observações da sonda Nozomi são agrupadas em cinco categorias: 
- Campo Magnético de Marte

Não se sabe a onde esteja o campo magnético. A sonda iria exatamente medir a intensidade do campo magnético pela primeira vez.
- A Atmosfera de Marte

A sonda deveria investigar a composição e a estrutura da atmosfera utilizando-se de detectores remotos de raios ultravioleta. Também seria utilizado um pequeno analisador de massa. Nozomi seria capaz de identificar a composição química da ionosfera. 
- Plasma na Ionosfera de Marte

A sonda Nozomi deveria investigar os componentes, a estrutura, a temperatura das ondas de plasmas dentro da ionosfera de Marte, com os recentes detectores construídos especialmente para a sonda, algo até então não visto anteriormente.
- Fotografias

Uma pequena câmera a bordo obteria fotos do clima de Marte e de seus dois satélites, Fobos e Deimos. Seria possível ver as tempestades de areia, ver as nuvens e monitorar o crescimento e recuo das capas de gelos polares.
- Poeira

Supõem se que um anel de poeira esteja sendo gerado na órbita de Fobos. O aparelho deveria confirmar esta suspeita se existe ou não.

## A nave espacial e seus subsistemas
A sonda Nozomi tinha 0,58 m de altura, 1,6 metros quadrados de área, com a forma de um prisma de cantos truncados. 
Estendidos para dois lados opostos, se dispunham os painéis solares, com células solares de silício e forneciam energia elétrica diretamente para o orbitador ou para as baterias de Ni-MH. 
No topo da sonda estava a concha da antena e o sistema de propulsão sobressaía-se na parte de baixo da sonda. Um mastro de deslocamento rápido de cinco metros, junto com dois pares de antenas de fino arame, que medem de ponta a ponta, 50 m. 
Vários outros instrumentos estavam colocados nos lados da nave espacial. As comunicações com a sonda seriam via raio-X nas frequências de 8 410,93 MHz e banda-S na frequência de 2 293,89 MHz. 
- A Nozomi transportava cerca de 14 instrumentos científicos de cinco nações participantes, eles eram:

1) Mars Imaging Camera (MIC) - Câmera imageadora
2) Magnetic Field Measurement (MGF) - Magnetômetro
3) Probe for Electron Temperature (PET) - Experimento de temperatura de elétrons
4) UltraViolet imaging Spectrometer (UVS) – Espectrômetros imageador de raios ultravioletas
5) Thermal Plasma Analyzer (TPA) - Analisador da temperatura do plasma
6) Ion Spectrum Analyzer (ISA) - Analisador de espectros dos íons
7) Electron Spectrum Analyzer (ESA) - Analisador de espectros dos elétrons
8) Low Frequency plasma wave Analyzer (LFA) - Analisador de ondas de baixa frequência do plasma
9) Mars Dust Counter (MDC) - Contador de poeiras
10) Neutral Mass Spectrometer (NMS) – Espectrômetro de massa neutra
11) Electron and Ion Spectrometer (EIS)) – Espectrômetro de íons e de elétrons
12) Plasma Wave and Sounder (PWS) - Detector e mapeador de plasma
13) Extra Ultraviolet Scanner (XUV) - Escaner de raio extra violeta
14) Ion Mass Imager (IMI) - Imageador de massa de íons
A nave especial pesava apenas 541 kg incluindo o combustível. Embora fosse considerada muito leve, transportava um grande conjunto de instrumentos de alta performance.
A nave especial estava programada para ficar rodando a 7,5 rpm mas o eixo de rotação estaria apontado para a terra e a concha da antena estava montado no topo da sonda, facilitando a sua visada para a Terra. O peso total dos 14 instrumentos era de 35 kg enquanto o peso da nave especial era de 256 kg. 

## Detalhamento dos instrumentos científicos
- MIC

A Mars Imaging Camera (MIC) é uma câmera que capta o espectro de luz visível. Como a sonda Nozomi entraria em uma órbita muito elíptica, poderia obter imagens globais de Marte. Poderia monitorar as alterações globais da atmosfera, as tempestades de areia, as alterações na opacidade da atmosfera devido as suas finas nuvens e devido a poeira, as alterações nos formatos destas nuvens, crescimento e retraimento das capas polares e a variação de sua espessura.
Adicionalmente como o plano de órbita da sonda passaria várias vezes perto das duas luas de Marte, a câmera estava programada para tirar várias fotos de Fobos e Deimos, pois poderia observar com detalhes a superfície destas luas.    
- MGF

O Magnetic Field Measurement (MGF) foi construído para medir o campo magnético em torno de Marte. O campo magnético ainda continua desconhecido aos cientistas. Recentemente a sonda norte-americana Mars Global Surveyor, encontrou apenas um ponto onde este campo seria forte e aparentemente não tem um campo intrínseco de intensidade envolvendo o planeta.
As pesquisas na baixa atmosfera da sonda poderiam melhor esclarecer o funcionamento do campo magnético. Existe controvérsias sobre a magnitude e sobre a estrutura do campo magnético, pois se procura obter uma relação entre a pressão do vento solar sobre o campo intrínseco magnético, na face iluminada de Marte  
- PET

O Probe for Electron Temperature (PET) destinava-se a medir a temperatura dos elétrons na ionosfera de Marte para obter um mapa térmico da ionosfera.
- ESA

O Electron Spectrum Analyzer (ESA) deveria medir o fluxo de energia na faixa de 12 eV até 16 keV. A medida do fluxo destes elétrons poderia fornecer dados importantes sobre a estrutura da magnetosfera e da ionosfera, bem como informações sobre a aceleração das partículas e a interação entre ondas e partículas em torno de Marte.
- ISA

O Ion Spectrum Analyzer (ISA) deveria medir o fluxo de energia entre 10 eV até 16 keV de carga. Esta medição deveria fornecer significativos dados para o estudo da magnetosfera e da ionosfera, bem como de informações sobre a aceleração das e a interação entre as partículas e as ondas que envolvem Marte.
- EIS

O Electron and Ion Spectrometer (EIS) deveria medir o fluxo de energia de partículas altamente energizadas de elétrons, prótons, íons de hélio e de íons pesados de oxigênio, numa faixa de 40 keV to 500 keV de carga. Esta interação do vento solar com a alta atmosfera de Marte produz energia elétrica de algumas centenas de eV até dezenas de keV. O EIS deveria medir estas partículas para contribuir no entendimento do mecanismo de aceleração das partículas.
- XUV

O Extra Ultraviolet Scanner (XUV) mede a abundância e a distribuição do gás hélio e dos íons de hélio na ionosfera de Marte, escaneando a luz extrema ultravioleta do Sol, espalhada pelo gás neutro de hélio. O gás neutro de hélio fornece informações de atividades internas de Marte como atividade vulcânica ou de circulação de água. De outra forma, a medida deste gás ionizado fornece informações sobre o gás hélio e de seu escape da ionosfera para o espaço.
- UVS

O UltraViolet imaging Spectrometer (UVS) mede a quantidade de hidrogênio e de oxigênio que estão na coroa que envolve Marte.
- PWS

O Plasma Wave and Sounder (PWS) era um instrumento que analisa ondas de 20 kHz até 5 MHz é se destinava a observar a estrutura da ionosfera utilizando 
uma técnica de escaneamento que unia as ondas de plasma com a interação de ondas com as partículas. 
- LFA

O Low Frequency plasma wave Analyzer (LFA) foi desenvolvido para medir as ondas de plasma. O LFA tem a capacidade de medir as ondas do espetro que vão de 10 Hz até 32 kHz e seus objetivos científicos são por exemplo; explorar o meio ambiente macroscópio do plasma, analisar a ação do vento solar na ionosfera, analisar a atmosfera, etc.
- IMI

O Ion Mass Imager (IMI) é um componente de pouco peso da sonda. O IMI media a energia dos íons entre 10 eV até 35 keV de carga e possui um campo de visão de 360 graus e utiliza a rotação da sonda para cobrir todo o espaço ao redor e montar a distribuição espacial dos íons. Deve operar conjuntamente com outros instrumentos 
Este equipamento deve ser utilizado junto com outros instrumentos do Nozomi, para estudar o meio ambiente de Marte, com ênfase no estudo da interação da atmosfera com o vento solar. O IMI também pode ter a capacidade de medir o anel de poeira que envolve Marte, porque seus instrumentos possuem uma ampla capacidade de visão.
- MDC

O Mars Dust Counter (MDC) é um componente de pouco peso da sonda, tratando-se de um detector de poeira do tipo impacto-ionização, que determina a velocidade e a massa das partículas.
A finalidade básica é medir as partículas de poeiras em torno de Marte, revelar a sua distribuição e prever se sejam provenientes de Fobos ou de Deimos. O MDC também poderia medir outras partículas de poeira interplanetária. 
- NMS

O Neutral Mass Spectrometer (NMS) é um componente de pouco peso da sonda. Trata-se de um analisador de massa do tipo quatro polar. Ele deveria medir a composição e a densidade das partículas neutras da camada superior da atmosfera de Marte. Esta é uma das informações chaves para estudar as interações entre o vento solar e a camada superior da atmosfera. A faixa de análise de densidade essas massas vão de massa atômica de 1 a 60.
- TPA

O Thermal Plasma Analyzer (TPA) mede as características térmicas dos íons da camada superior de Marte, tais como velocidade, temperatura e a sua composição. O calor e a baixa energia dos componentes do plasma indicam uma importante interelação entre a atmosfera neutra, a ionosfera, a magnetosfera e o vento solar. As medições do TPA se destinam a entender como funciona este mecanismo.

## Lançamento e viagem da sonda
A sonda Nozomi foi lançada pelo foguete foguete M-V-3 dos três estágios de propelente sólido do Centro Espacial de Kagoshima – (Space Center (KSC)) em 4 de Julho de 1998, hora local.  Durante sua órbita em torno da terra, a sonda realizou duas alterações de trajetória com a ajuda da força gravitacional da Lua. Desta forma ela aumentou o seu apogeu para 400 000 km e seu perigue foi de 340 km.
Este jogo espacial durou quatro meses. Sua primeira mudança de trajetória foi em 24 de Setembro, quando a sonda usou a Lua para se distanciar da Terra. A segunda alteração de trajetória ocorreu em 18 de Dezembro, quando a sonda retornava a Terra e novamente usou a força de atração gravitacional da Lua para atingir a órbita da Terra com velocidade e dois dias depois, em 21 de Dezembro e 1998 a sonda executou uma manobra de alteração de trajetória, para se lançar em direção a Marte. Para a sonda finalmente escapar da atração gravitacional da Terra, ela efetuou a queima programada de bipropelente do motor do Nozomi durante 7 minutos. 
Com isso se esperava que a sonda saísse da órbita da Terra e se dirigir-se rumo a Marte. Naquele dia a sonda apresentava um perigeu em torno de 1 000 km.
Devido ao um mal funcionamento de uma válvula do foguete de empuxo durante a sua saída da Terra, a sonda não atingiu uma boa velocidade de escape. O controle da missão da Terra enviou um segundo comando para correção de sua trajetória. O resultado foi que não havia mais combustível suficiente para inserir com segurança a sonda em órbita de Marte.
O controle da missão procurou uma trajetória alternativa para a sonda para conseguir um consumo adequado de combustível e de condições para pesquisar Marte.
A data de inserção a Marte fora programada para 11 de outubro de 1999, porém esta data foi abandonada.
Por algum tempo ficou estabelecido que a chegada a Marte seria no início de 2004, através de mais duas assistências gravitacionais, previstos para acontecerem em Dezembro de 2002 e em Junho de 2003.

## Chegada a Marte
Estava programado que a chegada da sonda a Marte se desse em 11 de Outubro de 1999, mas infelizmente o bamboleio orbital da sonda não proporcionou uma velocidade suficiente para lançar a sonda a Marte, fora os problemas elétricos causados pelas explosões solares do Sol. No dia 21 de Dezembro de 1998 foi necessário efetuar duas correções de órbita e isso causou um consumo adicional de propelente, deixando a sonda com muito pouco combustível para o restante da viagem.
Novos planos foram programados para a sonda Nozomi. Sua chegada a Marte foi atrasada em quatro anos, sendo estimando agora a sua chegada a Marte para dezembro de 2003. A sonda iria navegar mais lentamente seguindo uma trajetória heliocêntrica. 
Em Marte, Nozomi iria se inserir em uma órbita bastante excêntrica hélio-síncrona, com um periastro de 300 km e um apoastro estimado em 15 diâmetros de Marte e com uma inclinação de 170 graus em relação ao plano da órbita de Marte. Tudo isto para facilitar os estudos de aeronomia do vento solar, do escape dos elementos constituintes da atmosfera, da penetração do vento solar no campo magnético, da estrutura do campo magnético, conhecer o funcionamento da magnetosfera e analisar a poeira das camadas superiores da atmosfera. 
Caso não houvesse problemas, pouco depois de sua inserção em órbita de Marte, suas antenas deveriam se abrir. O periastro seria de uns 150 km e o período orbital duraria 38, 5 horas. A sonda deveria ficar estabilizada em 7,5 rpm, com o seu eixo de rotação apontando para a Terra e assim a sua antena direcional também estaria apontando para a Terra.
Estava previsto que os estudos a serem feitos pela sonda, quando ela estive na porção de sua trajetória junto ao periastro, seriam do estudo térmico da alta atmosfera e o estudo da baixa exosfera e também a pesquisa remota da baixa atmosfera e da superfície de Marte.
Na parte de sua órbita mais distante de Marte, seriam estudados os íons e os gases que escapam da atmosfera de Marte e sua interação com o vento solar. 
O período de tempo inicial de pesquisas da sonda estava previsto para durar um ano marciano, o equivalente a aproximadamente dois anos terrestres. 
No final o controle da missão, face ao baixo nível de propelente, decidiu não tentar colocar a sonda em órbita de Marte, para evitar que a mesma viesse a cair e contamina-se o meio ambiente. Assim a sonda passou 1 000 km de distância de Marte e entrou em uma órbita heliocêntrica.
Uma extensão da missão estava prevista, podendo ser de três até cinco anos. A sonda também apontaria suas câmeras para as duas luas de Marte, Fobos e Deimos. O custo total da missão foi estimado em US$ 848 milhões de dólares

## Cooperação internacional
Alguns dos instrumentos a bordo do Nozomi foram construídos por outros países. A NASA forneceu o neutral gas mass spectrometer e o ultra-stable oscillator. O ion mass spectrometer, thermal plasma analyzer, e o dust counter, foram fornecidos respectivamente pela Suécia, Canadá e Alemanha. A visible camera foi desenvolvida em colaboração com a França.